# ساموئل میکاپر
ساموئل میکاپر (انگلیسی: Samuel Maykapar; ۶ دسامبر ۱۸۶۷ – ۸ مهٔ ۱۹۳۸) آهنگساز، مربی موسیقی، و نوازنده پیانو اهل امپراتوری روسیه بود.